# Pothos volans
Pothos volans là một loài thực vật có hoa trong họ Ráy (Araceae). Loài này được P.C.Boyce & A.Hay miêu tả khoa học đầu tiên năm 2001 publ. 2002.